# Ковалёв, Владимир Николаевич
Владимир Николаевич Ковалёв (род. 2 февраля 1953 года, Москва, СССР) — советский фигурист, двукратный чемпион мира (1977 и 1979), чемпион Европы 1975 года, серебряный призёр Олимпийских игр 1976 года, тренер.

## Биография
Родился в рабочей семье, отец — крановщик. Начинал кататься на Стадионе Юных пионеров. Тренировался у Т. А. Толмачёвой. Первые успехи пришли в 1970, когда он стал вторым на турнире «Московские коньки» и пятым на чемпионате СССР. После второго места на турнире «Московские коньки» в декабре 1971 года попадает в сборную, неожиданно на чемпионате мира 1972 года занимает третье место, удачно исполнив обязательные фигуры и произвольную программу, покорив канадских зрителей.
В апреле 1972 года в Минске выигрывает и чемпионат СССР. Однако затем Ковалёв нарушил спортивный режим и был отстранён от соревнований на сезон 1972/73. В 1973 году перешёл к начинающему тренеру Сергею Четверухину, который резко изменил тренировки и стиль катания, однако к успеху это не привело. Уже на следующий сезон вернулся к Т. А. Толмачёвой, помогать тренироваться стала Е. А. Чайковская. Этот тренерский тандем сразу привёл к успеху — в январе 1975 года Ковалёв стал первым советским чемпионом Европы в мужском катании.
С 1977 года тренер — Е. А. Чайковская, приведшая Ковалёва к двум победам на чемпионатах мира (1977 и 1979), в 1979 году в короткой программе — единственный из лидеров исполнивший каскад двойной флип — тройной тулуп. На Олимпиаде-1980 после 5-го места в фигурах выбыл из соревнований по болезни (американцы выдвигают версию о скандале на пресс-конференции).
Ковалёв очень удачно выступал в обязательных фигурах, создавая преимущество, в произвольных программах был менее стабилен (на обоих выигранных им Чемпионатах мира в произвольном катании был 3-м и 4-м). Владел тремя разными тройными прыжками (тулуп, сальхов и риттбергер). Чайковская всегда старалась создать яркие по постановке программы, интересные костюмы.
После завершения карьеры в 1980 году стал тренером, не прерывая сотрудничества с Чайковской. Наиболее известен по работе с Кирой Ивановой, с которой у него был роман. Недолгое время тренировал и Марию Бутырскую.
В 1990-е годы уехал из России и работал тренером в Греции. Жил и работал тренером в Лос-Анджелесе (США). Через 28 лет после эмиграции вернулся и живет в России вместе со второй женой американкой.
Заслуженный мастер спорта СССР (1975). Состоял в КПСС.

## Спортивные достижения
| Соревнование/Год        | 1972 | 1973 | 1974 | 1975 | 1976 | 1977 | 1978 | 1979 | 1980 |
| Зимние Олимпийские игры | 8    | -    | -    | -    | 2    | -    | -    | -    | WDR  |
| Чемпионаты мира         | 3    | -    | 4    | 2    | 2    | 1    | 4    | 1    | -    |
| Чемпионаты Европы       | 6    | -    | 4    | 1    | 2    | 2    | 2    | 2    | 3    |